# Kupang (Karangdowo)
Kupang is een bestuurslaag in het regentschap Klaten van de provincie Midden-Java, Indonesië. Kupang telt 2548 inwoners (volkstelling 2010).